# Just for Kicks
Just For Kicks es una película de 2003 protagonizada por estrellas de Disney Channel, tales como Dylan y Cole Sprouse, y Tom Arnold como su padre y entrenador.

## Argumento
Se trata de dos gemelos que absolutamente tienen amor al fútbol, pero su equipo no es muy bueno. Ahora, su entrenador tiene que irse en un viaje de negocios y el equipo necesita un nuevo entrenador, su mamá. Con arduo trabajo y perseverancia, su equipo sólo podría ganar el campeonato de caza con la ayuda de su nuevo amigo que arregla los coches, Rudy.
- Datos: Q180523